# 開中費直穢人
開中費直穢人（かわちのあたい えひと、生没年不詳）は、鋳金工。和歌山県橋本市隅田八幡神社が所蔵する国宝『隅田八幡神社人物画像鏡』の製作者。

## 鏡銘
『隅田八幡神社人物画像鏡』の鏡銘は、「癸未年八月日十大王年男弟王在意柴沙加宮時斯麻念長寿遣開中費直穢人今州利二人等取白上同二百旱作此竟」とある。

## 解釈
癸未年に開中費直穢人と今州利（いますり、こんすり、こんつり）の2人で銅鏡をつくったとする読み方や、開中費直（かわちのあたい）と穢人今州利（あやひといますり（こんすり、こんつり））、すなわち、開中費直と穢人今州利の2人で銅鏡をつくったと解する読み方など諸説ある。
西田長男、三品彰英、名児耶明などは、「開中」は「かわち」と読み「河内」、「費直」は「あたい」で姓（カバネ）、「穢人」は「あやひと」と読み「漢人」、「今州利」は「こんすり（こんすり、こんつり）」で名とし、「遣開中費直穢人今州利二人等」を「河内のあたい」と「あやひとこんすり（こんすり、こんつり）」の「ふたり等を遣わし」と解している。すなわち、「開中費直穢人今州利」＝「河内直とその配下の漢人今州利」と読んでいる。
一方、「開中 - 費直を河内 - 直と解し、穢人を『あやひと』ともよむが、確証はない」という意見もある。